# Пастушок білогорлий
Пастушок білогорлий (Dryolimnas cuvieri) — вид журавлеподібних птахів родини пастушкових (Rallidae).

## Поширення
Вид поширений на Мадагаскарі і Сейшельських островах. На острові Альдабра живе підвид D. c. aldabranus. Підвид D. c. abbotti, що існував на острові Успіння, вимер на початку XX століття. Птах також зник з острова Маврикій, але успішно заселений на сусідньому острівці Пікар.

## Опис
Птах завдовжки 30-33 см. Вага 140—225 г. Це стрункий пастушок з довгими ногами та пальцями. Оперення коричневого забарвлення, лише горло біле. Дзьоб прямий, темний. У самців основа дзьоба темно-червона, у самиць — рожева.

## Спосіб життя
Мешкає у різноманітних водно-болотних угіддях, заростях чагарників. Живиться молюсками, ракоподібними, комахами тощо. Трапляється поодинці, лише в сезон розмноження — парами. Гніздиться під час сезону дощів. Гніздо будує на землі серед трави.